# Šutej
Šutej je priimek več znanih ljudi v Sloveniji in na Hrvaškem:
- Jelka Šutej, slovenska novinarka
- Josip Šutej (1920—2006), slovensko-hrvaški operni pevec
- Miroslav Šutej (1936—2005), hrvaški slikar in grafik, profesor akademije in član HAZU
- Tina Šutej (*1988), slovenska atletinja, skakalka s palico
- Vjekoslav Šutej (1951—2009), hrvaški dirigent